# Sant Cugat d'Albons
Sant Cugat és l'església parroquial d'Albons (Baix Empordà), inclosa a l'Inventari del Patrimoni Arquitectònic de Catalunya.

## Història
L'eccelesia de Albornis és esmentada a les Rationes Decimarium dels anys 1279 i 1280. També figura l'ecclesia santcti Cucuphatis de Albornis o Alburnis als nomenclàtors d'esglésies de la diòcesi de Girona de finals del segle xiv.

## Arquitectura
Temple d'una nau amb absis semicircular molt aprofundit. Construcció romànica primitiva amb una petita part al sector occidental de la nau del romànic tardà. Els elements de la façana, el campanar, algunes obertures i l'arrebossat interior són modificacions d'època moderna. Als paraments exteriors, especialment al mur nord -on s'ha descobert una estreta porta lateral- s'hi observen testimonis de dues etapes constructives. Hi ha alguns carreus grans, aprofitats, d'època romana.
La volta de la nau és de canó i la del presbiteri de quart d'esfera. L'arc triomfal i els quatre arcs torals són passats de radi. Un altre arc lateral, als costat de migdia, fa pensar en un possible antic creuer destruït. A tocar el fronts hi ha un altre arc apuntat, d'impostes amb escaquejat en relleu, que correspon a un afegitó tardo romànic. Es conserva una pila baptismal monolítica, romànica.
La construcció és bàsicament, de rebles grans desbastats, lligats amb morter; carreus escairats a les cantonades i dovelles ben tallades als arcs. Vora l'extrem oest de la nau, a terra, hi ha dues làpides sepulcrals gòtiques.
Hi ha una pila baptismal monolítica tallada en pedra calcària. Té forma semiovoide, de gran copa, amb basament de poca alçada, cilíndric. És decorada a la part superior, externa, amb una motllura o mitjacanya afigurant soguejat amb incisions i, sota d'ella, un fris d'arcuacions de mig punt.